# Райхенбах, Людвиг
Ге́нрих Го́тлиб Лю́двиг Ра́йхенбах (нем. Heinrich Gottlieb Ludwig Reichenbach; 1793—1879) — немецкий ботаник-систематик и зоолог XIX века.

## Биография
Родился 8 января 1793 года в Лейпциге, в семье Иоганна Фридриха Якоба Райхенбаха, заместителя ректора в престижной гимназии Томасшуле (нем. Thomasschule) в Лейпциге, автора первого греко-немецкого словаря, появившегося в 1818 году.
Изучал с 1810 года медицину и естественные науки в Лейпцигском университете, где в 1815 году получил степень доктора философии, а в 1817 году — доктора медицины.
В 1818 году получил хабилитацию и был назначен экстраординарным профессором естественных наук в Королевской хирургическо-медицинской академии (нем. Königlich Chirurgisch-Medicinische Akademie) в Дрездене. Эту должность он занимал там до реорганизации академии в 1862 году.
В те же годы — с 1820 по 1874 год — он был одновременно директором Королевских естественнонаучных музеев (нем. Königlichen Naturhistorischen Museums) в Цвингере. Зоологическая коллекция собрания была почти полностью уничтожена при пожаре Цвингера во время беспорядков 1848—1849 годов, но Райхенбах оказался в состоянии восстановить её в течение нескольких лет.
Кроме того, он основал Дрезденский ботанический сад (нем. Botanischer Garten Dresden), которым руководил до самой смерти.
В 1820 году был избран членом Леопольдины.
Райхенбах равно замечательно знал ботанику и зоологию и оставил свой заметный след в обеих науках. Он был плодовитым автором научных трудов и способным ботаническим художником. «Полная естественная история млекопитающих и птиц» (нем. Vollständige Naturgeschichte der Säugetiere und Vögel) — его самая известная книга. Многие его ботанические и зоологические книги блестяще проиллюстрированы, причём частично им самим.
В 1828 году он основал Общество ботаники и садоводства «Флора», в котором он участвовал до 1843 года как член правления. В 1834 году по его инициативе было основано Дрезденское общество защиты животных, которое существует под названием «Isis» по сей день. Три десятилетия — с 1836 по 1866 год — Райхенбах был председателем этого общества.
Умер 17 марта 1879 года и был похоронен на Троицком кладбище в Дрездене. Могила была ликвидирована после отказа от права пользования. По инициативе нем. Senckenberg Naturhistorische Sammlungen Dresden 11 сентября 2011 года на кладбище была установлена стела.

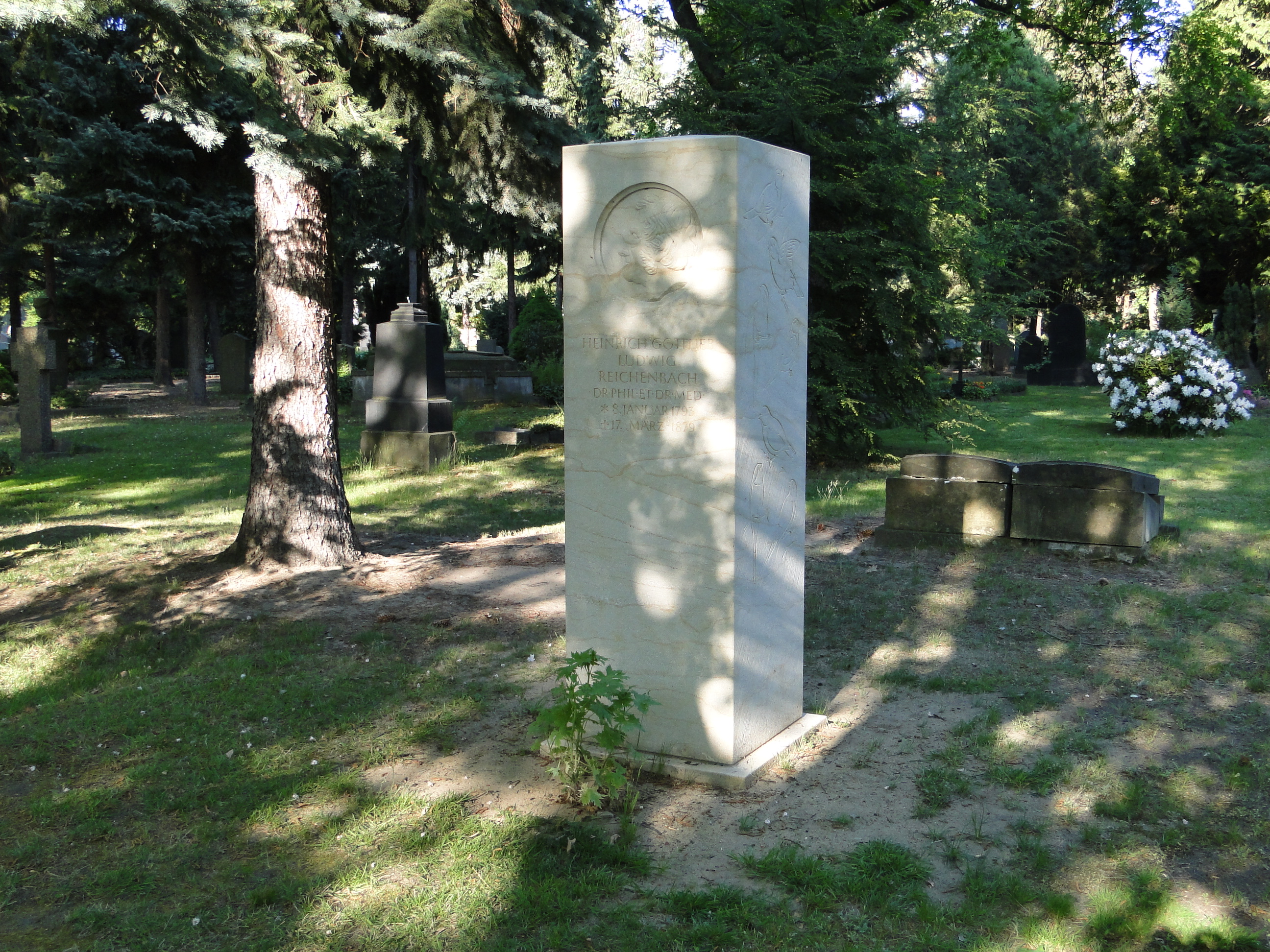
Мемориальная стела Людвигу Райхенбаху на Троицком кладбище в Дрездене

Его сын Генрих Густав Райхенбах также был ботаником и исследователем орхидей.
Род растений Райхенбахия (Reichenbachia Spreng.) семейства Никтагиновые был назван в его честь.
В 1879 году его именем была названа улица в Дрездене.

## Библиография

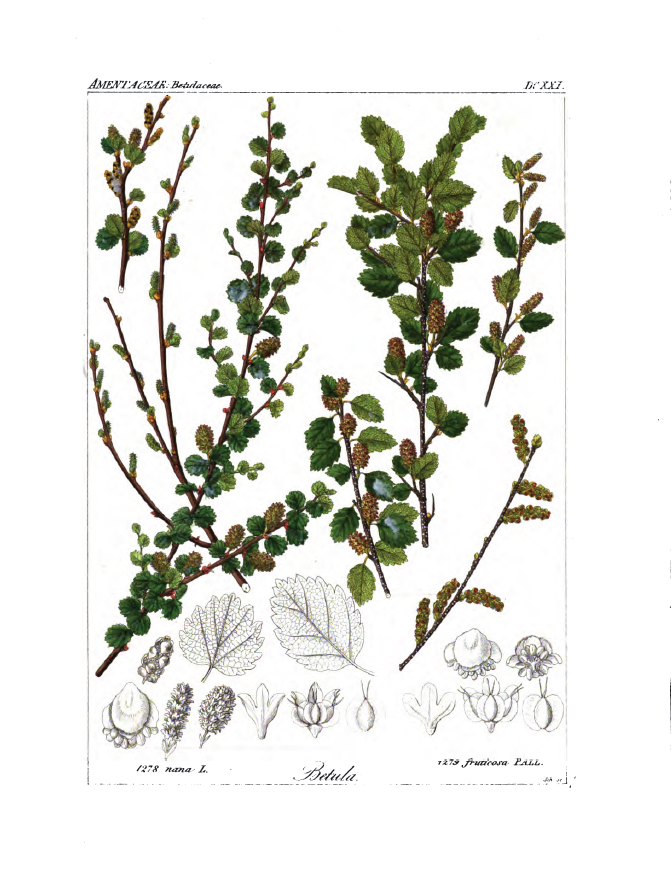
Ботаническая иллюстрация из книги Icones florae germanicae et helveticae, том I, 1854